# The Prophet of the Hills
The Prophet of the Hills est un film muet américain réalisé par Frank Lloyd et sorti en 1915.

## Fiche technique
- Titre : The Prophet of the Hills
- Réalisation : Frank Lloyd
- Scénario : James Dayton
- Production : Carl Laemmle pour Universal Film Manufacturing Company
- Genre : Film dramatique
- Date de sortie :
  - États-Unis : 28 avril 1915

## Distribution
- Frank Lloyd : Jess Blake
- Helen Leslie : Nan Mason
- Marc Robbins : le prophète des collines
- Millard Wilson : Frank Mason